# Генэйкозан
Генэйкозан — углеводород, алкан линейного строения содержащий 21 атом углерода, органическое соединение.

## Происхождение названия
Название происходит от греческого числительного «генэйкоса» — двадцать один.

## Физические свойства
Бесцветное твердое легкоплавкое вещество не растворимое в воде, растворимое в углеводородных растворителях.

## Применение
Входит в состав смазочных масел, вазелинов.

## Химические свойства
Горит в расплавленном состоянии при поджигании на воздухе с фитилем до углекислого газа и воды. Фотохимически взаимодействует с хлором с образованием сложной смеси продуктов хлорирования.

## В природе
Генэйкозан встречается как в растительном, так и в животном мире.
Генэйкозан является основным компонентом эфирного масла цветков сафлора (Carthamus tinctorius). Его также содержат все части растения обвойника Periploca laevigata. Цветочное эфирное масло дамасской розы Rosa damascena содержит 5 % генэйкозана. Бузина чёрная (Sambucus nigra) содержит 2,3 % вещества.
Генэйкозан служит феромоном у самок и самцов термитов вида Reticulitermes flavipes. Он также привлекает комаров из рода Кусаки и может использоваться для комариных ловушек, причём в то время, как разведение 1:100 000 привлекает комаров, более высокие разведения (1:1 000), наоборот, отпугивает. Личинки этих комаров продуцируют генэйкозан в кожных покровах.